# Victor Hensen
Christian Andreas Victor Hensen (né le 10 février 1835 à Schleswig et mort le 5 avril 1924 à Kiel) est un biologiste allemand qui jeta les bases de l'océanographie biologique. Il est l'inventeur du mot plancton.

## Biographie
Hensen étudie la médecine à l'université de Wurtzbourg (où il a pour professeur Rudolf Virchow), de Berlin (avec Johannes Peter Müller) et de Kiel. En 1859, il reçoit son doctorat à Kiel pour une thèse portant sur l'épilepsie et les sécrétions urinaires.
En 1867, il devient membre de la Chambre des seigneurs de Prusse où il pousse à l'étude des océans. À son initiative est créée la Commission royale de Prusse pour l'exploration des océans.
De 1864 à 1911, Hensen est professeur de physiologie à Kiel. Jusqu'à sa retraite, il dirige cinq expéditions scientifiques en mer Baltique et mer du Nord, ainsi que dans l'océan Atlantique.
Hensen a également publié des travaux en embryologie et en anatomie. Il a découvert une structure de l'oreille interne, le canal de Hensen (ou ductus reuniens,,) et une structure essentielle au développement embryonnaire des oiseaux, le nœud de Hensen.
Le navire océanographique allemand MV Victor Hensen est baptisé en son honneur.